# Franz Antel
Franz Antel, nato Franz Josef Antel (Vienna, 28 giugno 1913 – Vienna, 11 agosto 2007), è stato un regista, sceneggiatore e produttore cinematografico austriaco che, nella sua carriera, iniziata alla fine degli anni trenta come produttore, ha diretto oltre settanta film e ne ha prodotti oltre una trentina.

## Filmografia

### Regista
- Das singende Haus (1947)
- Kleiner Schwindel am Wolfgangsee (1949)
- Auf der Alm, da gibt's ka Sünd' (1950)
- Der alte Sünder  (1951)
- Eva erbt das Paradies... ein Abenteuer im Salzkammergut (1951)
- Hallo Dienstmann (1952)
- Der Mann in der Wanne (1952)
- Ideale Frau gesucht (1952)
- Der Obersteiger (1952)
- Heute nacht passiert's (1953)
- Kaiserwalzer (1953)
- Ein tolles Früchtchen (1953)
- Die süßesten Früchte (1954)
- Der rote Prinz, regia di Hans Schott-Schöbinger - non accreditato (1954)
- Rosen aus dem Süden (1954)
- Kaisermanöver (1954)
- Verliebte Leute (1954)
- Ehesanatorium (1955)
- Spionage (1955)
- Heimatland (1955)
- Il congresso si diverte (Der Kongreß tanzt) (1955)
- Symphonie in Gold (1956)
- Lumpazivagabundus (1956)
- Kaiserball (1956)
- Roter Mohn (1956)
- Vier Mädel aus der Wachau (1957)
- Das Glück liegt auf der Straße (1957)
- Heimweh... dort wo die Blumen blüh'n (1957)
- Solang' die Sterne glüh'n (1958)
- Ooh... diese Ferien (1958)
- Liebe, Mädchen und Soldaten (1958)
- Il tesoro delle SS (Der Schatz vom Toplitzsee) (1959)
- Glocken läuten überall (1960)
- ...und du, mein Schatz, bleibst hier (1961)
- Im schwarzen Rößl (1961)
- Das ist die Liebe der Matrosen (1962)
- Ohne Krimi geht die Mimi nie ins Bett (1962)
- Una vergine per il bandito (...und ewig knallen die Räuber) (1962)
- Im singenden Rössel am Königssee (1963)
- Die ganze Welt ist himmelblau (1964)
- Frühstück mit dem Tod (1964)
- Die große Kür (1964)
- Liebesgrüße aus Tirol (1964)
- Il magnifico emigrante (Ruf der Wälder) (1965)
- Happy End am Wolfgangsee (1966)
- I dolci vizi... della casta Susanna (Susanne, die Wirtin von der Lahn) (1967)
- Das große Glück (1967)
- Otto l'eroe delle donne (Otto ist auf Frauen scharf) (1968)
- Le dolcezze del peccato (Der Turm der verbotenen Liebe), co-regia di (non accreditato) Fritz Umgelter (1968)
- Susanna... ed i suoi dolci vizi alla corte del re (Frau Wirtin hat Auch Einen Grafen) (1968)
- Il trionfo della casta Susanna (Frau Wirtin hat auch eine Nichte) (1969)
- Professione bigamo (Warum hab ich bloß 2 x ja gesagt?) (1969)
- Liebe durch die Hintertür (1969)
- Le piacevoli notti di Justine (Frau Wirtin bläst auch gern Trompete) (1970)
- ...Quante belle figlie di... (Frau Wirtin treibt es jetzt noch toller) (1970)
- Musik, Musik - da wackelt die Penne (1970)
- Mein Vater, der Affe und ich (1971)
- Einer spinnt immer (1971)
- Außer Rand und Band am Wolfgangsee (1972)
- Was geschah auf Schloß Wildberg (1972)
- Die lustigen Vier von der Tankstelle (1972)
- Le pillole del farmacista (Die liebestollen Apothekerstöchter), co-regia di Michel Caputo (1972)
- Leva lo diavolo tuo dal... convento (Frau Wirtins tolle Töchterlein) (1973)
- Blau blüht der Enzian (1973)
- Das Wandern ist Herrn Müllers Lust (1973)
- Die gelbe Nachtigall – film TV
- Prima ti suono e poi ti sparo (Der Kleine Schwarze mit dem roten Hut) (1975)
- Storia di Emmanuelle O: il trionfo dell'erotismo (Wenn Mädchen zum Manöver blasen) (1975)
- I soliti ignoti colpiscono ancora - E una banca rapinammo per fatal combinazion (Ab morgen sind wir reich und ehrlich) (1976)
- Casanova & Company (Casanova & Co.) (1977)
- Love-Hotel in Tirol (1978)
- Austern mit Senf (1979)
- Der Bockerer
- Ohne Ball und ohne Netz – film TV (1982)
- Strauss, re senza corona (Johann Strauss - Der König ohne Krone) (1987)
- Die Lacher Macher – film TV (1988)
- Die Kaffeehaus-Clique – film TV
- Die Zwillingsschwestern aus Tirol – film TV (1992)
- Almenrausch und Pulverschnee – miniserie TV
- Mein Freund, der Lipizzaner – film TV (1994)
- Der Bockerer 2
- Der Bockerer III - Die Brücke von Andau
- Der Bockerer IV - Prager Frühling

### Sceneggiatore
- Das singende Haus, regia di Franz Antel (1947)
- Kleiner Schwindel am Wolfgangsee, regia di Franz Antel (1949)
- Auf der Alm, da gibt's ka Sünd', regia di Franz Antel (1950)
- Der alte Sünder, regia di Franz Antel (1951)
- Die Alm an der Grenze, regia di Walter Janssen (1951)
- Eva erbt das Paradies... ein Abenteuer im Salzkammergut, regia di Franz Antel (1951)
- Der Mann in der Wanne, regia di Franz Antel (1952)
- Ideale Frau gesucht, regia di Franz Antel (1952)
- Der Obersteiger, regia di Franz Antel (1952)
- Kaiserwalzer, regia di Franz Antel (1953)
- Kaisermanöver, regia di Franz Antel (1954)
- Ehesanatorium, regia di Franz Antel (1955)
- Symphonie in Gold, regia di Franz Antel (1956)
- Heimweh... dort wo die Blumen blüh'n, regia di Franz Antel (1957)
- Ballo in maschera da Scotland Yard (Maskenball bei Scotland Yard - Die Geschichte einer unglaublichen Erfindung), regia di Domenico Paolella (1963)
- Im singenden Rössel am Königssee, regia di Franz Antel (1963)
- Die ganze Welt ist himmelblau, regia di Franz Antel (1964)
- ...e la donna creò l'uomo, regia di Camillo Mastrocinque (1964)
- Mein Vater, der Affe und ich, regia di Franz Antel (1971)
- Poliziotto senza paura, regia di Stelvio Massi (1978)
- Austern mit Senf, regia di Franz Antel (1979)
- Strauss, re senza corona (Johann Strauss - Der König ohne Krone), regia di Franz Antel (1987)
- Almenrausch und Pulverschnee – miniserie TV
- Mein Freund, der Lipizzaner, regia di Franz Antel – film TV (1994)
- Der Bockerer 2
- Der Bockerer III - Die Brücke von Andau
- Der Bockerer IV - Prager Frühling

### Produttore
- Unsterbliche Melodien, regia di Heinz Paul (1936)
- Milioni in corsa (Millionenerbschaft), regia di Arthur Maria Rabenalt (1937)
- Das Ehesanatorium (1938)
- Meine Tochter lebt in Wien, regia di E.W. Emo (1940)
- ...und du, mein Schatz, bleibst hier, regia di Franz Antel (1961)
- Ohne Krimi geht die Mimi nie ins Bett, regia di Franz Antel (1962)
- Ballo in maschera da Scotland Yard (Maskenball bei Scotland Yard - Die Geschichte einer unglaublichen Erfindung), regia di Domenico Paolella (1963)
- ...e la donna creò l'uomo, regia di Camillo Mastrocinque (1964)
- Happy End am Wolfgangsee, regia di Franz Antel (1966)
- I dolci vizi... della casta Susanna (Susanne, die Wirtin von der Lahn), regia di Franz Antel (1967)
- Das große Glück, regia di Franz Antel (1967)
- Otto l'eroe delle donne (Otto ist auf Frauen scharf), regia di Franz Antel (1968)
- Susanna... ed i suoi dolci vizi alla corte del re (Frau Wirtin hat Auch Einen Grafen), regia di Franz Antel (1968)
- Il trionfo della casta Susanna (Frau Wirtin hat auch eine Nichte), regia di Franz Antel (1969)
- Liebe durch die Hintertür, regia di Franz Antel (1969)
- Le piacevoli notti di Justine (Frau Wirtin bläst auch gern Trompete), regia di Franz Antel (1970)
- ...Quante belle figlie di... (Frau Wirtin treibt es jetzt noch toller), regia di Franz Antel  (1970)
- Einer spinnt immer, regia di Franz Antel (1971)
- Außer Rand und Band am Wolfgangsee, regia di Franz Antel (1972)
- Die lustigen Vier von der Tankstelle, regia di Franz Antel (1972)
- Leva lo diavolo tuo dal... convento (Frau Wirtins tolle Töchterlein), regia di François Legrand (Franz Antel) (1973)
- Das Wandern ist Herrn Müllers Lust, regia di Franz Antel (1973)
- Prima ti suono e poi ti sparo (Der Kleine Schwarze mit dem roten Hut), regia di Franz Antel (1975)
- Storia di Emmanuelle O: il trionfo dell'erotismo (Wenn Mädchen zum Manöver blasen), regia di Franz Antel (1975)
- Die Brücke von Zupanja, regia di Harald Philipp (1975)
- I soliti ignoti colpiscono ancora - E una banca rapinammo per fatal combinazion (Ab morgen sind wir reich und ehrlich), regia di Franz Antel (1976)
- Casanova & Company (Casanova & Co.), regia di Franz Antel (1977)
- Arrête ton char... bidasse!, regia di Michel Gérard (1977)
- Poliziotto senza paura, regia di Stelvio Massi (1978)
- Love-Hotel in Tirol, regia di Franz Antel (1978)
- Der Bockerer
- Popcorn und Paprika, regia di Sándor Szalkay (come Sandor Szalkai) (1984)
- Private Passions, regia di Kikuo Kawasaki (1985)
- Strauss, re senza corona (Johann Strauss - Der König ohne Krone) di Franz Antel (1987)